# جون لونش (سياسي أسترالي، مواليد 1862)
جون لونش (بالإنجليزية: John Lynch)‏ هو سياسي أسترالي، ولد في 1862 في يونغ في أستراليا، وتوفي في 15 يونيو 1941. نشط حزبياً في حزب العمال الأسترالي. وقد انتخب عضو مجلس النواب الأسترالي عن دائرة Division of Werriwa ‏ (5 سبتمبر 1914 – 13 ديسمبر 1919).